# Cryptocarya alba
Cryptocarya alba, el peumo o  pegu (en mapudungún), es un árbol perennifolio, de la familia Lauraceae, es el fanerófito más común de los siempreverdes en la ecorregión del matorral chileno, en Chile central. 

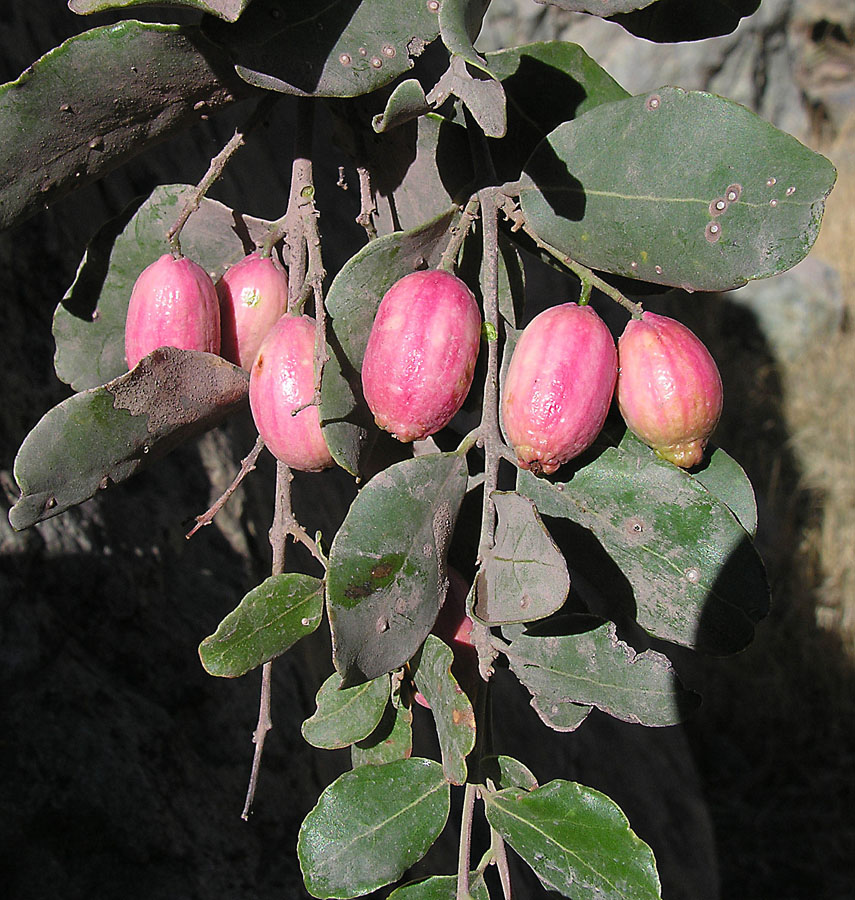
rama con frutos

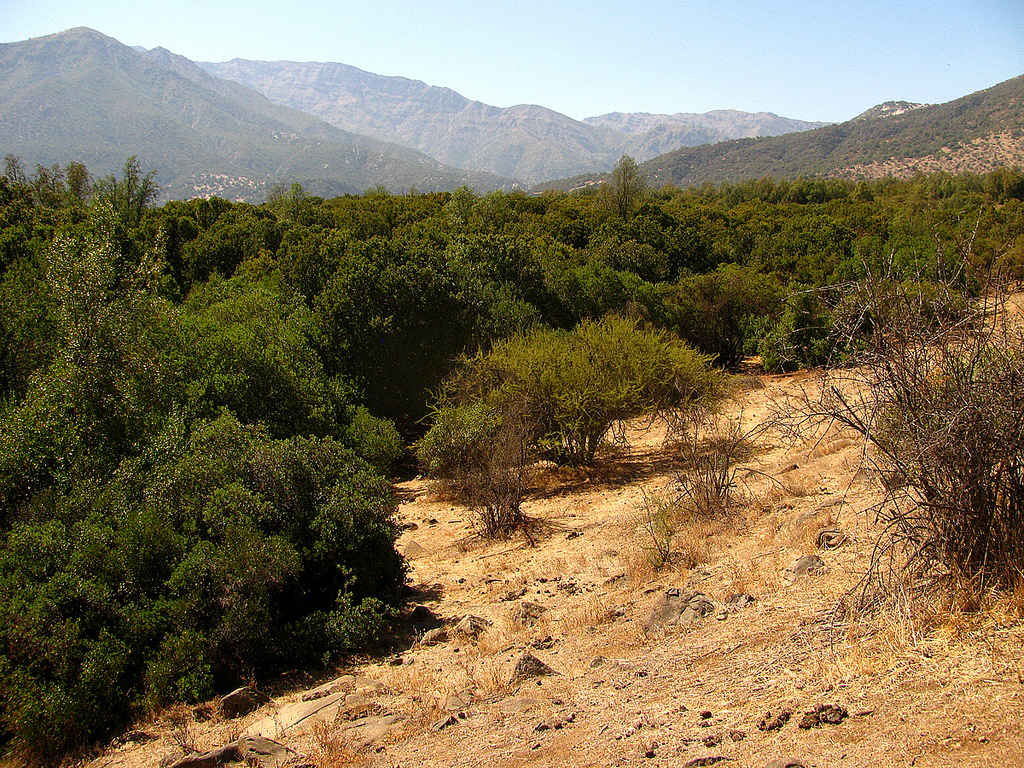
En su hábitat

## Descripción
El peumo es un árbol siempre verde, de la familia de las  Lauraceae. 
Es un árbol monoico, tiene hojas perennes, aromáticas, simples, alternas y opuestas, de 2,5 a 8 cm de largo por 1 a 4 de ancho; aovada ancha y lóbulos enteros, algo ondulados. 
El fuste es recto o apenas torcido; de ritidoma grisáceo-pardo, relativamente liso, con pocas grietas y escamas desprendibles cuando viejo. Ramas centrales gruesas y ascendentes; ramillas terminales delgadas y colgantes. 
Florece de noviembre a enero en el área austral. Las flores están en panojas o racimos densos, amarillo-verdosas y 3 a 4 mm de longitud; hermafroditas, 6 pétalos carnosos desiguales, con pelos. 
Presenta un fruto comestible de color rojo llamado "peumo", con semillas grandes, pesadas y de fácil germinación.

## Distribución
Esta especie es parte de la flora de Chile, siendo endémica de la región central del país. Se distribuye desde el sur de la Región de Coquimbo hasta la Región de la Araucanía entre los 33° y los 40° latitud sur, tanto en la Cordillera de la Costa como en la de los Andes; sin embargo puede cultivarse más al sur de su zona endémica, hasta la región de los Lagos; equivalente a la zona de rusticidad 9b.

La especie prospera en sitios húmedos del bosque esclerófilo. No supera los 25 m de altura, pero en función del clima, puede achaparrarse en arbusto.

## Cultivo siempre verde
De crecimiento rápido en condiciones óptimas: terrenos sueltos, profundos y bastante humedad. Produce fácilmente renovales si se corta desde la base. 
Los árboles plantados en el norte de California se han desarrollado y aclimatado perfectamente bien. Son raramente vistos en España.

## Usos
Es apreciada como especie ornamental, y por su potencial como flora apícola y frutícola.
Su fruto es comestible, pero para quitarle el amargor, se debe realizar un cocimiento en agua; y para consumir fresco debe dejarse en la boca unos minutos para que suelte lo dulce y ablande. Como ingrediente de alimento elaborado, se usa para preparar mermeladas, entre otras preparaciones.
Medicinalmente se indica, citado en este libro Duque 1931, que el 2.96% del fruto son resinas a las que se les atribuye propiedades antirreumáticas. Con la semilla se fabrica una pomada que se aplica en fricciones contra los resfriados, diarrea y dolores reumáticos. Árbol endémico de Chile. En el libro "Especies Vegetales Promisorias de los países del Convenio Andrés Bello" se describen usos de la corteza y hojas empleadas en lavativas para enfermedades del hígado. También se consigna información acerca de la decocción de la corteza, la cual se usa para baños contra el reumatismo, así como también para hemorragias vaginales.
Respecto a su madera, esta es muy dura y resistente al agua; se utilizaba para fabricar hormas de zapatos y piezas de carretas. 
Corteza muy taninosa, se utiliza en curtiembres y para teñir de anaranjado.

## Taxonomía
Cryptocarya alba fue descrita por (Molina) Looser y publicado en Rev. Univ., Chile 35: NO. 1, 65, in obs. 1950.
Sinonimia
- Peumus alba Molina
- Peumus mammosa Molina
- Peumus rubra Molina
- Laurus peumo Dombey ex Lam.
- Laurus peumus Molina
- Icosandra rufescens Phil.
- Cryptocarya peumus Nees
- Cryptocarya stenantha Phil.
- Cryptocarya laxiflora Phil.
- Cryptocarya rubra (Molina) Skeels
- Cryptocarya peumo (Dombey ex Lam.) Kosterm.
- Cryptocarya mammosa (Molina) Kosterm.